# Generación (serie de televisión)
Generación (título en inglés: Generation y estilizado como genera+ion) es una serie de televisión de drama adolescente creada por Zelda Barnz y Daniel Barnz para HBO Max. La primera y única temporada fue estrenada en dos partes, el pasado 11 de marzo y 17 de junio de 2021, respectivamente.

## Sinopsis
La serie sigue a un grupo de estudiantes de secundaria cuya exploración de la sexualidad moderna (dispositivos y todo) pone a prueba creencias profundamente arraigadas sobre la vida, el amor y la naturaleza de la familia en su comunidad conservadora.

## Reparto
- Justice Smith como Chester
- Chloe East como Naomi
- Nathanya Alexander como Arianna
- Nava Mau como Ana
- Lukita Maxwell como Delilah
- Haley Sanchez como Greta
- Uly Schlesinger como Nathan
- Chase Sui Wonders como Riley
- Marwan Salama como Bo
- Marisela Zumbado como Lucía
- Diego Josef como Cooper
- Nathan Stewart-Jarrett como Sam
- Martha Plimpton como Megan
- Sydney Mae Diaz como J

### Recurrentes
- Sam Trammell como Mark
- Anthony Keyvan como Pablo
- J. August Richards como Joe
- John Ross Bowie como Patrick

### Invitados
- Mary Birdsong como la señora Culpepper
- Patricia de León como Sela
- Alicia Coppola como Carol
- Kelley Missal como Janelle
- Reynaldo Gallegos como Ángel
- Connor Chavez como Jack
- Tessa Albertson como Natalia
- Isaiah Stannard como Evan
- Stephanie McVay como la tía Katyushka

## Episodios
| Temporada | Temporada | Episodios | Episodios | Lanzamiento original | Lanzamiento original |
| Temporada | Temporada | Episodios | Episodios | Primera emisión      | Última emisión       |
| --------- | --------- | --------- | --------- | -------------------- | -------------------- |
|           | 1         | 16        | 8         | 11 de marzo de 2021  | 1 de abril de 2021   |
|           | 1         | 16        | 8         | 17 de junio de 2021  | 8 de julio de 2021   |

### Partes 1 y 2
| Parte 1 |   |                                            |                            |                                              |                     |
| 1 | 1 | «Pilot»                                    | Daniel Barnz               | Zelda Barnz & Daniel Barnz                   | 11 de marzo de 2021 |
| Chester llama la atención del nuevo orientador del instituto. Greta se da cuenta de que no puede hacer nada a escondidas de su tía. Cuando unos secretos le separan de su gemela Naomi, Nathan espera que Chester mejore su día.           |   |                                            |                            |                                              |                     |
| 2 | 2 | «Dickscovery»                              | Daniel Barnz               | Zelda Barnz & Daniel Barnz                   | 11 de marzo de 2021 |
| El revuelo del Día de los Clubes de Estudiantes se ve interrumpido y obliga a los adolescentes a enfrentarse a la dura verdad. Más tarde, Naomi decide llevar su relación con Jack al siguiente nivel, pero descubre algo sorprendente.    |   |                                            |                            |                                              |                     |
| 3 | 3 | «Toasted»                                  | Daniel Barnz               | Zelda Barnz & Daniel Barnz                   | 11 de marzo de 2021 |
| Nathan se siente culpable por lo ocurrido con Naomi y lo demuestra de manera pública, mientras Chester, Riley y Greta se cuelan en el acuario para colocarse. Más tarde Nathan vuelve a obligar a Chester a hacerse el héroe.              |   |                                            |                            |                                              |                     |
| 4 | 4 | «Pussy Power»                              | Channing Godfrey Peoples   | Sharr White                                  | 18 de marzo de 2021 |
| Chester acaba en la oficina de Sam, pero tiene dificultades para aceptar los consejos que recibe. Megan lucha contra un mundo que cambia demasiado rápido. Naomi y Arianna ayudan a su amiga durante un parto muy poco convencional.       |   |                                            |                            |                                              |                     |
| 5 | 5 | «Gays and Confused»                        | Chioke Nassor              | Lena Dunham                                  | 18 de marzo de 2021 |
| Cuando cierran los colegios Chester, Riley y Greta pasan un día muy feliz e íntimo juntos. Greta y Riley exploran su amistad a un nivel más profundo mientras Chester está distraído por un encuentro inesperado con Sam.                  |   |                                            |                            |                                              |                     |
| 6 | 6 | «The Wheels on the Bussy»                  | Chioke Nassor              | Max Saltarelli                               | 25 de marzo de 2021 |
| Llega el esperado viaje a San Francisco. Greta y Riley pasan por un momento incómodo. Nathan y Naomi convierten un juego en un despiadado enfrentamiento entre hermanos. Sam hace sus preguntas a Chester fuera de internet.               |   |                                            |                            |                                              |                     |
| 7 | 7 | «Desert Island»                            | Daniel Barnz               | Eli Wilson Pelton                            | 25 de marzo de 2021 |
| De camino a San Francisco Nathan y Arianna deben enfrentarse a la verdad. Riley y Greta tienen dificultades para conectar. Chester le confiesa algo a Sam que hace que ambos se descontrolen.                                              |   |                                            |                            |                                              |                     |
| 8 | 8 | «The Last Shall Be First»                  | Daniel Barnz               | Zelda Barnz, Daniel Barnz & Christina Nieves | 1 de abril de 2021  |
| Chester se recupera después de lo de Sam. Naomi comparte un vídeo privado con toda su familia sin querer. Delilah se apoya en sus amigos para tomar la decisión más importante de su vida.                                                 |   |                                            |                            |                                              |                     |
| Parte 2 |   |                                            |                            |                                              |                     |
| 9 | 1 | «Deepfake»                                 | Catalina Aguilar Mastretta | Zelda Barnz & Daniel Barnz                   | 17 de junio de 2021 |
| De vuelta al instituto Greta y Riley se siguen sintiendo algo incómodas tras el viaje a San Francisco. Cooper hace las clases de francés mucho más interesantes para Naomi... y Delilah.                                                   |   |                                            |                            |                                              |                     |
| 10 | 2 | «Built for Pleasure»                       | Catalina Aguilar Mastretta | Christina Nieves                             | 17 de junio de 2021 |
| Chester se hace pasar por el novio de Nathan, y él le devuelve el favor dándole apoyo no solicitado en el mundo de las citas. Greta está atrapada entre las obligaciones familiares y una nueva e interesante conexión con Luz.            |   |                                            |                            |                                              |                     |
| 11 | 3 | «Absolute Zero»                            | Andrew Ahn                 | Michelle Denise Jackson                      | 17 de junio de 2021 |
| Con dificultades para manejar las dinámicas en casa y en el instituto, Riley se dedica a buscar trabajo y encuentra apoyo en Sam y Ana. Greta y Luz ponen límites, mientras Chester y Bo conectan.                                         |   |                                            |                            |                                              |                     |
| 12 | 4 | «The High Priestess»                       | Andrew Ahn                 | Max Saltarelli                               | 24 de junio de 2021 |
| Arianna está rodeada de demasiada energía masculina y organiza una pijamada solo para chicas. Mientras luchan por expulsar la negatividad de sus vidas, un secreto potencialmente arrasador ayuda a Delilah y Naomi con su dilema amoroso. |   |                                            |                            |                                              |                     |
| 13 | 5 | «There's Something About Hamburger Mary's» | Anu Valia                  | Sono Patel                                   | 24 de junio de 2021 |
| Cuando Nathan intenta cambiar la fecha de su cita madre-hijo, Megan le acompaña a regañadientes a una recaudación de fondos para jóvenes queer, donde tiene dificultades para aceptar cosas sobre sus dos hijos.                           |   |                                            |                            |                                              |                     |
| 14 | 6 | «Click Whirr»                              | Anu Valia                  | Sharr White                                  | 1 de julio de 2021  |
| Después de una bomba familiar, Riley no se pone de acuerdo con Greta y Ana, trata de esquivar a San y necesita a Chester. Mientras tanto, una visita al dentista causa a Naomi más problemas de los esperados.                             |   |                                            |                            |                                              |                     |
| 15 | 7 | «L'Amour»                                  | Daniel Barnz               | Sono Patel                                   | 1 de julio de 2021  |
| La fiesta de San Valentín de Mark provoca un efecto inesperado en su esposa. Megan se fija en Chester y Bo. Riley y Greta se arman de valor para hablar abiertamente.                                                                      |   |                                            |                            |                                              |                     |
| 16 | 8 | «V-Day»                                    | Daniel Barnz               | Zelda Barnz & Daniel Barnz                   | 8 de julio de 2021  |

## Producción

### Desarrollo
El 19 de agosto de 2019, se anunció que HBO Max ordenó el episodio piloto de una serie televisiva titulada Generation creada por Zelda Barnz, que también se desempeñaría como guionista, directora junto a su padre, Daniel Barnz, y coproductora ejecutiva. Además, Lena Dunham y, Daniel y Ben Barnz son productores ejecutivos y Marissa Diaz es productora. Originalmente, el proyecto estaba en desarrollo en HBO. El 5 de diciembre de 2019, se anunció que fue recogida para convertirse en una serie.
Tras una única temporada, HBO Max, canceló la serie en septiembre de 2021.

### Casting
En septiembre de 2019, se anunció que Martha Plimpton, Justice Smith, Chloe East, Michael Johnston, Uly Schlesinger, Haley Sanchez, Nava Mau, Nathanya Alexander, Lukita Maxwell y Chase Sui Wonders fueron elegidos en roles principales y Sam Trammell en un rol recurrente.

### Rodaje
La fotografía principal comenzó el 24 de septiembre de 2019 en South Pasadena, California.

## Lanzamiento
La serie fue lanzada el 11 de marzo de 2021 junto a los tres primeros episodios. El resto de episodios fueron lanzados semanalmente hasta acabar el 1 de abril de 2021.
La serie se divide en dos partes de 8 episodios cada una. La segunda parte fue lanzada el 17 de junio de 2021.